# Њу Кантон (Илиноис)
Њу Кантон (енгл. New Canton) град је у америчкој савезној држави Илиноис. По попису становништва из 2010. у њему је живело 359 становника.

## Демографија
Према попису становништва из 2010. у граду је живело 359 становника, што је 58 (13,9%) становника мање него 2000. године.
| Група             | 2000.        | 2010.       |
| Белци             | 417 (100,0%) | 353 (98,3%) |
| Афроамериканци    | 0 (0,0%)     | 0 (0,0%)    |
| Азијати           | 0 (0,0%)     | 1 (0,3%)    |
| Хиспаноамериканци | 0 (0,0%)     | 5 (1,4%)    |
| Укупно            | 417          | 359         |